# Final Fantasy XI
Final Fantasy XI (jap. ファイナルファンタジーXI Fainaru Fantajī Irebun) – gra komputerowa z gatunku MMORPG, wyprodukowana i wydana przez Square Co., Ltd. (później Square Enix) jako część serii Final Fantasy.